# 睡眠 (佛教)
睡眠（Middha），又譯眠，是睡眠，蟄伏，困倦的意思。在佛教中，是一種病理狀態，為五蓋與八纏之一，出現身心笨重遲頓，不想活動，昏昧無知的狀況。是一種心所。

## 概論
睡眠是一種被染污的心所，沒辦法支持身心，心出現昏昧無知的情況，因無明而產生。